# کانتیننتال (مینی‌سریال)
کانتیننتال: از دنیای جان ویک (به انگلیسی: The Continental: From the World of John Wick) ، یک مینی‌سریال جنایی درام آمریکایی که توسط گرگ کولیج، کرک وارد و شاون سیمونز ساخته شده‌است که به عنوان یک پیش‌درآمد در فرانچایز جان ویک عمل می‌کند. این سریال که در پیکاک در ایالات متحده و پرایم ویدئو در سطح بین‌المللی نمایش داده شد. قسمت اول و سوم توسط آلبرت هیوز کارگردانی شد. در این سریال، بیننده‌ها وینستون اسکات جوان را در دهه هفتاد میلادی در شهر نیویورک دنبال خواهند کرد. او در عین اینکه در حال مبارزه با مشکلات گذشته خودش است، سعی دارد کنترل هتل برجسته کانتیننتال را نیز در دست بگیرد، هتلی که محل ملاقات و اقامت خطرناک‌ترین مجرمان و آدمکش‌های جهان است.
این سریال در سپتامبر ۲۰۲۳ در سه قسمت پخش شد.

## داستان
کانتینتال داستان پس‌زمینه‌ای را روایت می‌کند که چگونه وینستون اسکات در جوانی‌اش (با بازی کولین وودل) به عنوان مالک هتل کانتیننتال در دهه ۱۹۷۰ به موقعیت خود رسید و آن را به عنوان پناهگاه امنی برای قاتلان که در آن هیچ تجارتی انجام نمی‌شود، ایجاد کرد. رویدادهای دنیای واقعی، از جمله اعتصاب بزرگ زباله‌ها و افزایش قدرت اقتصادی مافیای آمریکایی را بررسی می‌کند.

## بازیگران
- کولین وودل ... وینستون اسکات
- مل گیبسون ... کورمک
- هوبرت پوینت دو ژور ... مایلز
- جسیکا آلن ... لو
- میشل پرادا
- پیتر گرین
- کتی مک‌گراث
- ری مک‌کینون

## تولید
فیلمبرداری در نوامبر ۲۰۲۱ در بوداپست، مجارستان آغاز شد.

## بازخوردها
در گردآورنده بررسی راتن تومیتوز بر اساس 77 بررسی، با میانگین امتیاز 6.8 از 10، دارای رتبه تایید 63٪ است.
در متاکریتیک، که از میانگین وزنی استفاده می‌کند، بر اساس 27 منتقد، امتیاز 53 از 100 را به نمایش اختصاص داد که نشان دهنده "بررسی های ترکیبی یا متوسط" است.